# Małżonkowie władców Monako
Księżna Monako to tytuł żony panującego w Monako księcia Monako. Kobiety, będące małżonkami władców tego państwa, nosiły wcześniej tytuły Dama w Monako (ang. Lady in Monaco), przysługiwał on w XIII i XIV wieku żonom Franciszka Grimaldi i Rainiera I Grimaldi. Od czasów Karola I Grimaldi znane były one jako Dama Monako (ang. Lady of Monaco). Ostatnią kobietą noszącą ten tytuł była Maria Grimaldi, z domu Landi, żona Lorda Herkulesa Grimaldi. 21 listopada 1604 roku nowym Lordem Monako został Honoriusz II Grimaldi, po pewnym czasie uzyskał jednak tytuł Księcia Monako (ang. Prince of Monaco). Stało się to po tym, jak król Hiszpanii i Portugalii, Filip IV Habsburg określił Monako oficjalnie księstwem. Od tego momentu żony władców tego kraju znane są jako Księżne Monako (ang. Princess of Monaco, fr. Princesse de Monaco).
Tylko raz w dziejach księstwa zdarzyło się, aby na tronie zasiadła kobieta. Była to Ludwika Hipolita Grimaldi, która panowała od 20 lutego 1731 do 29 grudnia 1731 i de facto to ona nosiła tytuł księżnej Monako. W tym czasie jej mąż, Jakub I de Goyon de Matignon nosił tytuł brzmiący po angielsku Prince consort of Monaco, co w polskim tłumaczeniu oznacza księcia koronnego Monako. Zgodnie z zawartymi umowami, małżonkowie mieli razem rządzić krajem, zwłaszcza że mężczyzna przyjął rodowe nazwisko i herb żony. Księżna Ludwika chciała jednak sama sprawować władzę. Cieszyła się nią tylko dziesięć miesięcy, gdyż zmarła podczas epidemii ospy. Wówczas książę Jakub powrócił do Monako z Paryża i próbował przekonać mieszkańców, że to jemu należy się tron do czasu ukończenia przez ich syna Honoriusza III dwudziestu pięciu lat. Został księciem i był nim do 7 listopada 1733.
Trzy kobiety w historii były małżonkami książąt Monako, ale z różnych przyczyn nigdy nie otrzymały tytuły księżnej. Pierwsza z nich to Maria Aurelia Spinola, żona Ercole Grimaldi, markiza Baux. Jej mąż zginął przedwcześnie i nie zdołał zasiąść na tronie monakijskim, księciem został natomiast jej syn, Ludwik I Grimaldi. Kolejna to Ludwika d’Aumont Mazarin, żona Honoriusza IV Grimaldi. Para rozwiodła się na szesnaście lat przed objęciem przez księcia rodzinnego tronu. Trzecia kobieta to Lady Maria Wiktoria Douglas Hamilton, żona Alberta I Grimaldi. Rozwiedli się w 1880 roku, on został księciem dziewięć lat później.
Obecną księżną Monako jest Charlene Grimaldi, z domu Wittstock. 1 lipca 2011 poślubiła panującego w kraju od sześciu lat księcia Alberta II Grimaldi.

## Dama w Monako
| Osoba                      | Ojciec               | Matka | Małżonek            | Data urodzenia | Panowanie od    | do               | Data śmierci |
| Aurelia del Carretto       | Giacomo del Carretto |       | Franciszek Grimaldi | 1254           | 8 stycznia 1297 | 10 kwietnia 1301 | 1307         |
| Salvatica del Carretto     | Giacomo del Carretto |       | Rainier I Grimaldi  |                |                 |                  |              |
| Małgorzata Ruffo dei Conti |                      |       | Rainier I Grimaldi  |                |                 |                  |              |
| Andriola Grillo            |                      |       | Rainier I Grimaldi  |                |                 |                  |              |

## Dama Monako
| Osoba              | Ojciec                  | Matka            | Małżonek             | Data urodzenia | Panowanie od     | do                  | Data śmierci          |
| Lucyna Spinola     | Girardo Spinola         |                  | Karol I Grimaldi     |                | 12 września 1331 | 15 sierpnia 1357    |                       |
| Maria del Carretto | Giorgio del Carretto    |                  | Rainier II Grimaldi  |                | 29 czerwca 1352  | 15 sierpnia 1357    | 1368                  |
| Isabella Asinari   |                         |                  | Rainier II Grimaldi  |                |                  | 1407                | 1417                  |
| ? Orsini           | ? Orsini                |                  | Gabriel Grimaldi     |                | 29 czerwca 1352  | 15 sierpnia 1357    |                       |
| Antonia Spinola    |                         |                  | Antoni Grimaldi      |                | 29 czerwca 1352  | 15 sierpnia 1357    |                       |
| Blanche Grimaldi   |                         |                  | Antoni Grimaldi      |                | 29 czerwca 1352  | 15 sierpnia 1357    |                       |
| Pomellina Grimaldi | Pietro Fregoso          | Teodora Fregoso  | Jan I Grimaldi       | 1387/1388      | 1427             | 8 maja 1454         | 1462                  |
| Blanche Grimaldi   | Galeotto I del Carretto |                  | Katalan Grimaldi     | 1432           | 8 maja 1454      | lipiec 1457         | 1458                  |
| Klaudyna Grimaldi  | Katalan Grimaldi        | Blanche Grimaldi | Lambert Grimaldi     | 1451           | 1465             | marzec 1494         | ok. 19 listopada 1515 |
| Antonia Grimaldi   | Filip II Sabaudzki      | Libera Portoneri | Jan II Grimaldi      |                | 1494             | 1500                | 1500                  |
| Joanna Grimaldi    | Tannaquin de Ponteves   |                  | Lucjan Grimaldi      |                | 25 września 1514 | 22 sierpnia 1523    | ok. 25 maja 1555      |
| Izabela Grimaldi   | ? Grimaldi              |                  | Honoriusz I Grimaldi |                | 8 czerwca 1545   | 7 października 1581 | 27 lutego 1583        |
| Maria Grimaldi     | Claudio Landi           |                  | Herkules I Grimaldi  |                | 15 grudnia 1595  | 19 stycznia 1599    | 19 stycznia 1599      |

## Księżna Monako
| Osoba               | Ojciec                   | Matka                  | Małżonek               | Data urodzenia       | Panowanie od         | do                   | Data śmierci         |
| Hipolita Grimaldi   | Carlo Trivulzio          | Caterina Trivulzio     | Honoriusz II Grimaldi  | 1600                 | 13 lutego 1616       | 1638                 | 1638                 |
| Katarzyna Grimaldi  | Antoine de Gramont       | Francoise de Gramont   | Ludwik I Grimaldi      | 1639                 | 10 stycznia 1662     | 4 czerwca 1678       | 4 czerwca 1678       |
| Maria Grimaldi      | Ludwik Lorański          | Catherine de Neufville | Antoni I Grimaldi      | 12 sierpnia 1674     | 1 stycznia 1701      | 30 października 1724 | 30 października 1724 |
| Maria de Brignole   | Giuseppe Brignole Sale   | Maria Anna Balbi       | Honoriusz III Grimaldi | 7 października 1731  | 5 czerwca 1757       | 9 stycznia 1771      | 18 marca 1813        |
| Maria Grimaldi      | Charles Gibert de Lametz | Marie Gibert de Lametz | Florestan I Grimaldi   | 18 lipca 1793        | 2 października 1841  | 20 czerwca 1856      | 25 listopada 1879    |
| Antoinette Grimaldi | Werner de Merode         | Victoire de Merode     | Karol III Grimaldi     | 28 września 1828     | 20 czerwca 1856      | 10 lutego 1864       | 10 lutego 1864       |
| Alicja Grimaldi     | Michael Heine            | Maria Amelie Heine     | Albert I Grimaldi      | 10 lutego 1858       | 30 października 1889 | 26 czerwca 1922      | 22 grudnia 1925      |
| Gizela Grimaldi     | Robert Dommanget         | Marie Louise Dommanget | Ludwik II Grimaldi     | 13 października 1900 | 24 lipca 1946        | 9 maja 1949          | 30 kwietnia 1991     |
| Grace Grimaldi      | John Kelly               | Margaret Kelly         | Rainier III Grimaldi   | 12 listopada 1929    | 18 kwietnia 1956     | 14 września 1982     | 14 września 1982     |
| Charlene Grimaldi   | Michael Wittstock        | Lynette Wittstock      | Albert II Grimaldi     | 25 stycznia 1978     | 1 lipca 2011         | obecnie              |                      |

## Książę Monako[1]
| Osoba            | Ojciec            | Matka                 | Małżonek                  | Data urodzenia    | Panowanie od   | do              | Data śmierci     |
| Jakub I Grimaldi | Jakub de Matignon | Charlotte de Matignon | Ludwika Hipolita Grimaldi | 21 listopada 1689 | 26 lutego 1731 | 29 grudnia 1731 | 23 kwietnia 1751 |